# Trophée Val Barker
Créé en 1936, le Trophée Val Barker récompense tous les 4 ans le meilleur boxeur aux Jeux olympiques.

## Lauréats

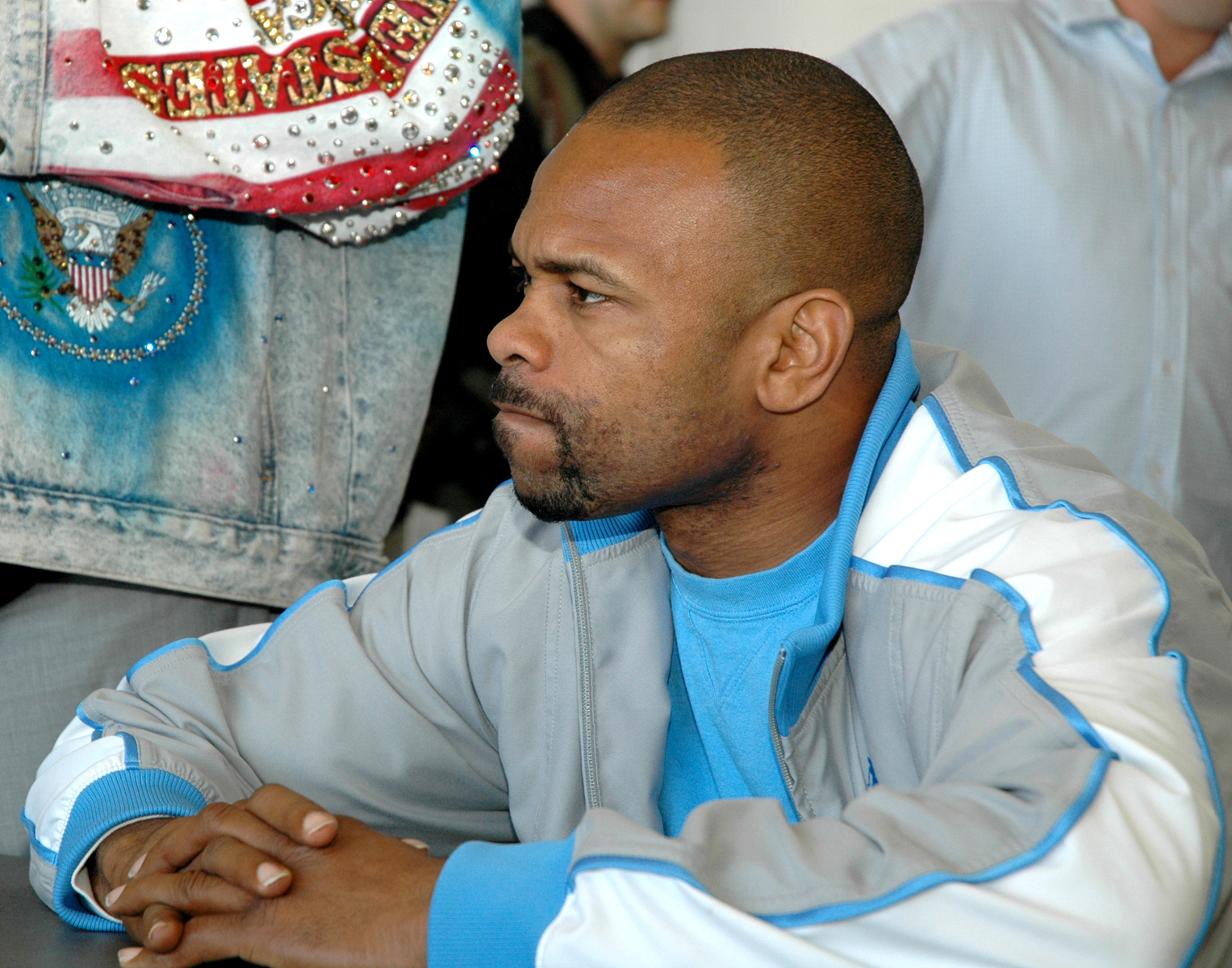
Roy Jones Jr. vainqueur du trophée en 1988

| Année | Lieu        | Boxeur                                           | Boxeur                                           | Catégorie                                        | Médaille                                         |
| ----- | ----------- | ------------------------------------------------ | ------------------------------------------------ | ------------------------------------------------ | ------------------------------------------------ |
| 1936  | Berlin      | Louis Laurie                                     |                                                  | Poids mouches                                    | Bronze                                           |
| 1948  | Londres     | George Hunter                                    |                                                  | Poids mi-lourds                                  | Or                                               |
| 1952  | Helsinki    | Norvel Lee                                       |                                                  | Poids mi-lourds                                  | Or                                               |
| 1956  | Melbourne   | Richard McTaggart                                |                                                  | Poids légers                                     | Or                                               |
| 1960  | Rome        | Nino Benvenuti                                   |                                                  | Poids welters                                    | Or                                               |
| 1964  | Tokyo       | Valeriy Popenchenko                              |                                                  | Poids moyens                                     | Or                                               |
| 1968  | Mexico      | Philip Waruinge                                  |                                                  | Poids plumes                                     | Bronze                                           |
| 1972  | Munich      | Teofilo Stevenson                                |                                                  | Poids lourds                                     | Or                                               |
| 1976  | Montréal    | Howard Davis                                     |                                                  | Poids légers                                     | Or                                               |
| 1980  | Moscou      | Patrizio Oliva                                   |                                                  | Poids super-légers                               | Or                                               |
| 1984  | Los Angeles | Paul Gonzales                                    |                                                  | Poids mi-mouches                                 | Or                                               |
| 1988  | Séoul       | Roy Jones Jr.                                    |                                                  | Poids super-welters                              | Argent                                           |
| 1992  | Barcelone   | Roberto Balado                                   |                                                  | Poids super-lourds                               | Or                                               |
| 1996  | Atlanta     | Vassiliy Jirov                                   |                                                  | Poids mi-lourds                                  | Or                                               |
| 2000  | Sydney      | Oleg Saitov                                      |                                                  | Poids welters                                    | Or                                               |
| 2004  | Athènes     | Bakhtiyar Artayev                                |                                                  | Poids welters                                    | Or                                               |
| 2008  | Pékin       | Vasyl Lomachenko                                 |                                                  | Poids plumes                                     | Or                                               |
| 2012  | Londres     | Serik Sapiyev                                    |                                                  | Poids welters                                    | Or                                               |
| 2016  | Rio         | Hasanboy Dusmatov                                |                                                  | Poids mi-mouches                                 | Or                                               |
| 2016  | Rio         | Claressa Shields                                 |                                                  | Poids moyens                                     | Or                                               |
| 2020  | Tokyo       | Non décerné en raison de la suspension de l'AIBA | Non décerné en raison de la suspension de l'AIBA | Non décerné en raison de la suspension de l'AIBA | Non décerné en raison de la suspension de l'AIBA |